# Хатиора Гартнера
Хатиора Гартнера (лат. Rhipsalidopsis gaertneri) — эпифитный кактус, вид рода Rhipsalidopsis подсемейства Кактусовые (Cactoideae) семейства кактусовые. Произрастает в Бразилии. Вместе с гибридом с R. rosea, Rhipsalidopsis × graeseri, является широко культивируемым декоративным растением. Хатиора Гартнера получила премию Королевского садоводческого общества «за выдающиеся садовые качества».

## Описание

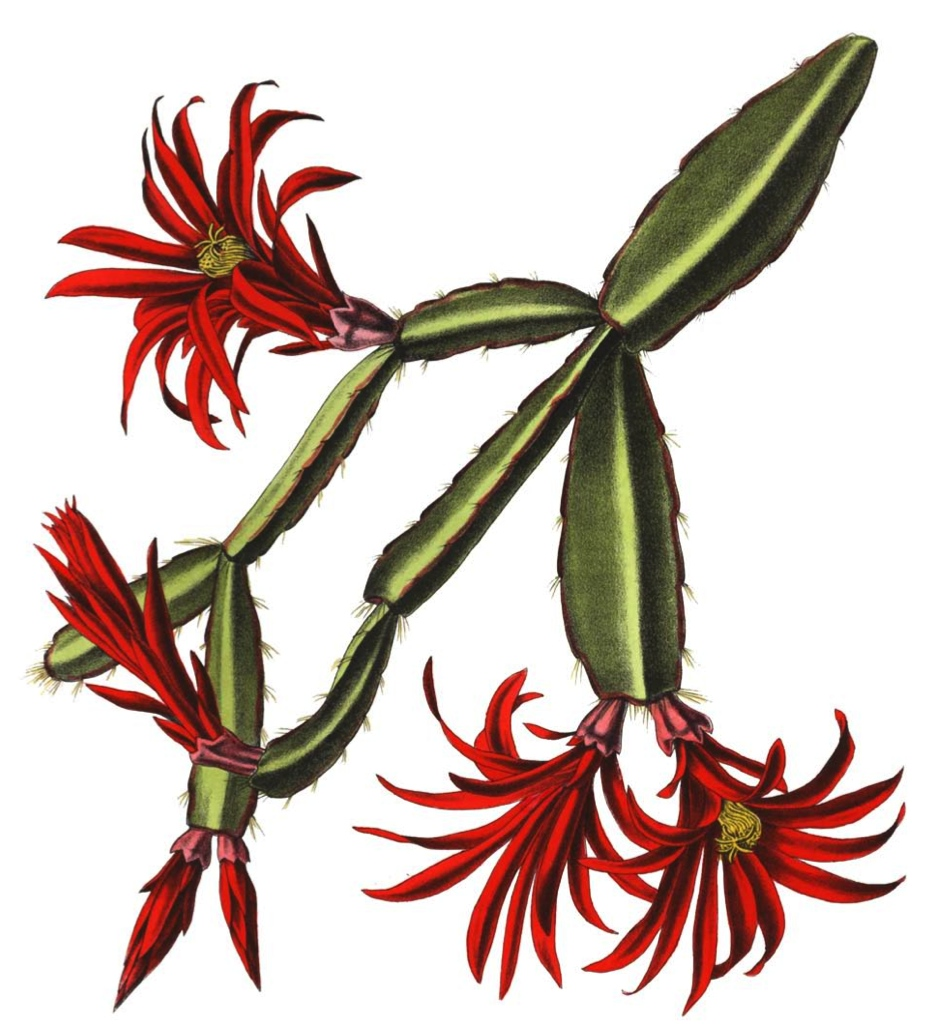
Иллюстрация 1908 года

Хатиора Гартнера — кустарник-эпифит (реже литофит), растёт на деревьях или реже на скалах как литофит. С возрастом он превращается в ветвящийся свисающий безлистный кустарник с деревянистым основанием. Стебли состоят из сегментов, большинство из которых уплощены и являются фотосинтетическими органами (кладодиями) растения. Более молодые сегменты тускло-зелёные, 4-7 см в длину и 2-2,5 см в ширину, с небольшими выемками по краям. В этих выемках образуются ареолы. Цветки образуются из ареол на концах стеблей. Цветки — алые, длиной 4-5 см, радиально-симметричные (актиноморфные), открывающиеся в воронкообразную форму с максимальным диаметром около 4-7,5 см. Красные продолговатые плоды образуются после опыления цветков.

## Распространение и местообитание
Хатиора Гартнера встречается на юго-востоке Бразилии, в штатах Парана и Санта-Катарина, на высоте 350—1300 м над уровнем моря. Растёт на деревьях или реже на скалах как литофит. Произрастает в субтропических дождевых лесах.

## Таксономия
Хотя кактусы, принадлежащие к трибе Rhipsalideae, по внешнему облику довольно сильно отличаются от других кактусов, поскольку они растут на деревьях или камнях как эпифиты или литофиты, долгое время существовала путаница относительно того, как следует относить виды к родам. Rhipsalidopsis gaertneri был впервые описан в 1884 году Эдуардом фон Регелем как разновидность gaertneri вида Epiphyllum russellianum (теперь Schlumbergera russelliana). Видовой эпитет gaertneri дан в честь одного из членов семьи Гартнеров, первых поселенцев в Блуменау, Бразилия.
У этого вида сложная таксономическая история. В 1889 году Уильям Уотсон повысил разновидность Epiphyllum russellianum var. gaertneri до полного вида Epiphyllum gaertneri, а в 1913 году Натаниэль Бриттон и Джозефи Роуз перенесли его в род Schlumbergera как S. gaertneri. Связь с S. russelliana была основана на внешнем виде стеблей, состоящих из несколько уплощённых сегментов с небольшими зубцами, и радиально-симметричной форме цветков. Однако более глубокая структура цветка отличается от видов Schlumbergera, которые имеют короткую цветочную трубку у основания цветка, образованную сросшимися лепестками, и тычинки, расположенные в два отдельных ряда, тогда как Rhipsalidopsis gaertneri имеет отдельные лепестки и один ряд тычинок. Rh. gaertneri был отделён от Schlumbergera как Rhipsalis gaertneri Фридрихом Фаупелем в 1925 году, после чего он был последовательно переведён в Epiphyllopsis Альвином Бергером в 1929 году, Rhipsalidopsis Карлом Германом Леонардом Линдингером в 1942 году и Hatiora Вильгельмом Бартлоттом в 1987 году. Он был возвращен в Schlumbergera в результате молекулярно-филогенетических исследований в 2011 году, а затем снова восстановлен в Rhipsalidopsis.
В источниках по садоводству так называемый «пасхальный кактус» продолжал упоминаться как Schlumbergera gaertneri (даже когда другие источники помещали его в Hatiora), а также как Rhipsalidopsis gaertneri.

## Культивирование
Под названием «пасхальный кактус» или «кактус Троицы», Хатиора Гартнера широко культивируется как декоративное растение за его роскошные алые цветки. Тривиальные названия отражают период, в который он цветёт в Северном полушарии, а именно позднюю весну. Гибридизация с розовоцветковым видом Rhipsalidopsis rosea привела к слекции гибрида Rhipsalidopsis × graeseri, сорта которого имеют цветки в более широком диапазоне цветов.
Пасхальный кактус считается более сложным для выращивания, чем сорта и гибриды Schlumbergera. Рекомендации по уходу включают:
- Температура: летом рекомендуется около 25 °C, а зимой (с ноября по январь в Северном полушарии) температура опускается до 7-13 °C для начала хорошего формирования почек.
- Освещение: Как эпифитные лесные растения, они не подвергаются воздействию сильного солнечного света. Рекомендуется полутень; летом растения можно размещать на улице[9].
- Полив: кактус плохо реагирует на чрезмерный или недостаточный полив, например, теряя сегменты стебля; рекомендуется постоянно влажная почва[8].
- Размножение: Сегменты стебля можно удалить поздней весной, а срезанную поверхность дать высохнуть, прежде чем поместить в слегка влажную почву[9].

## Галерея

Хатиора Гартнера
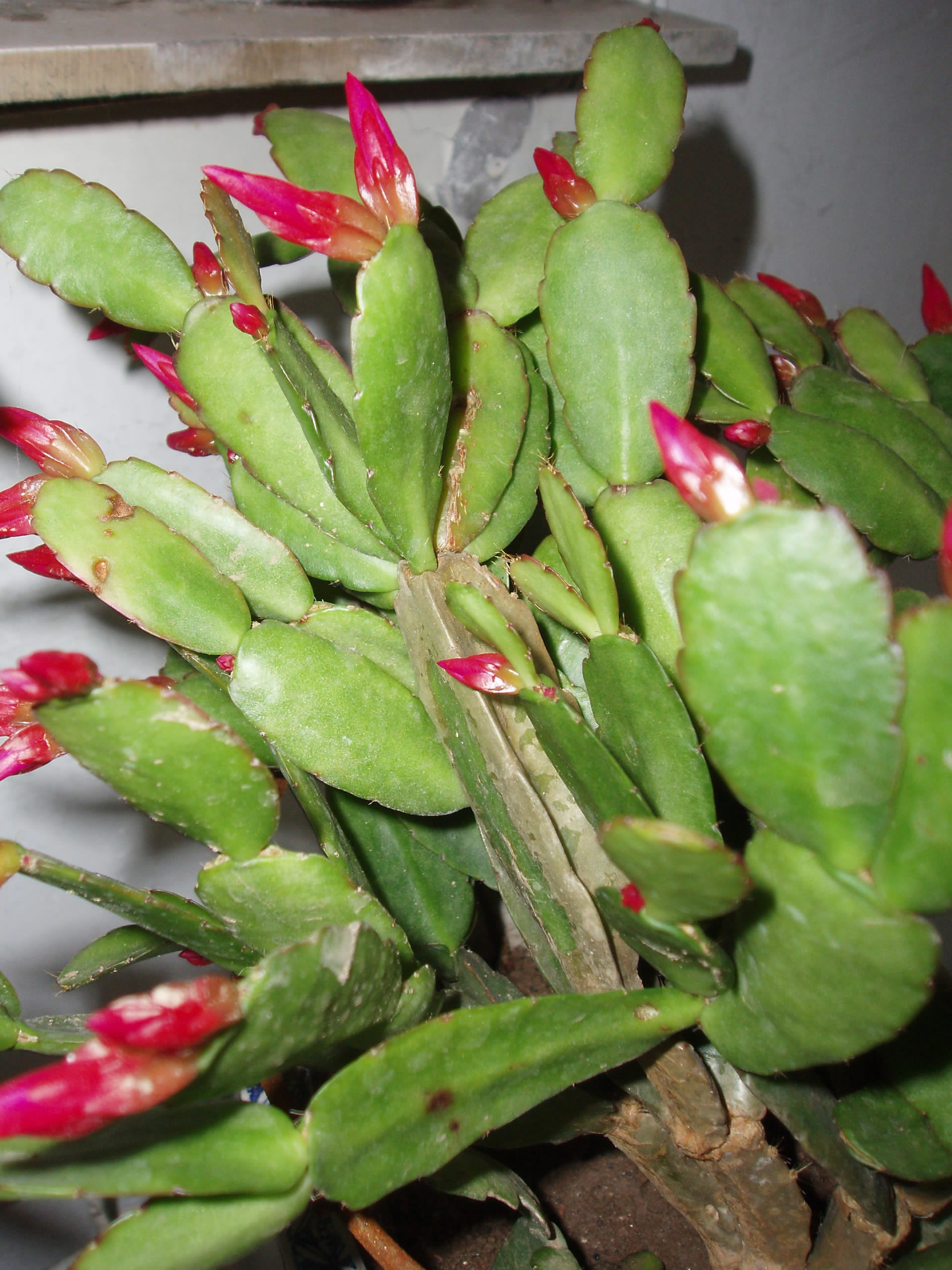
Листва и бутоны
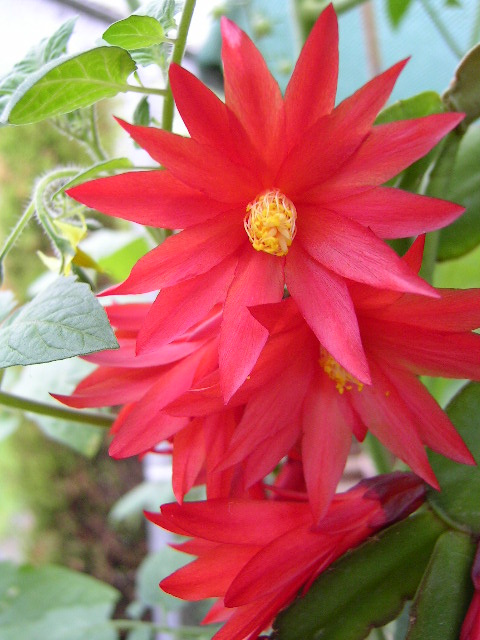
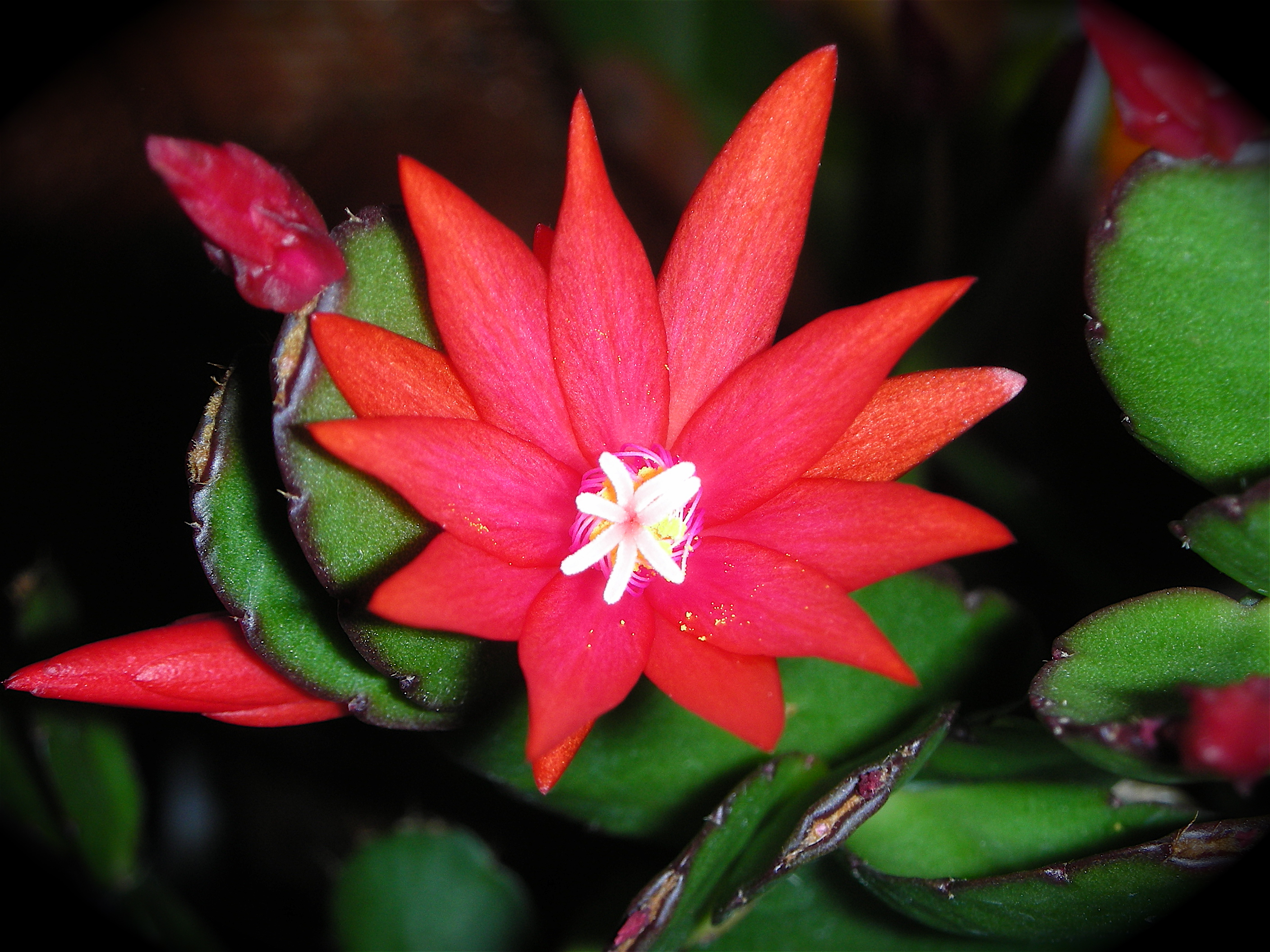
Цветок
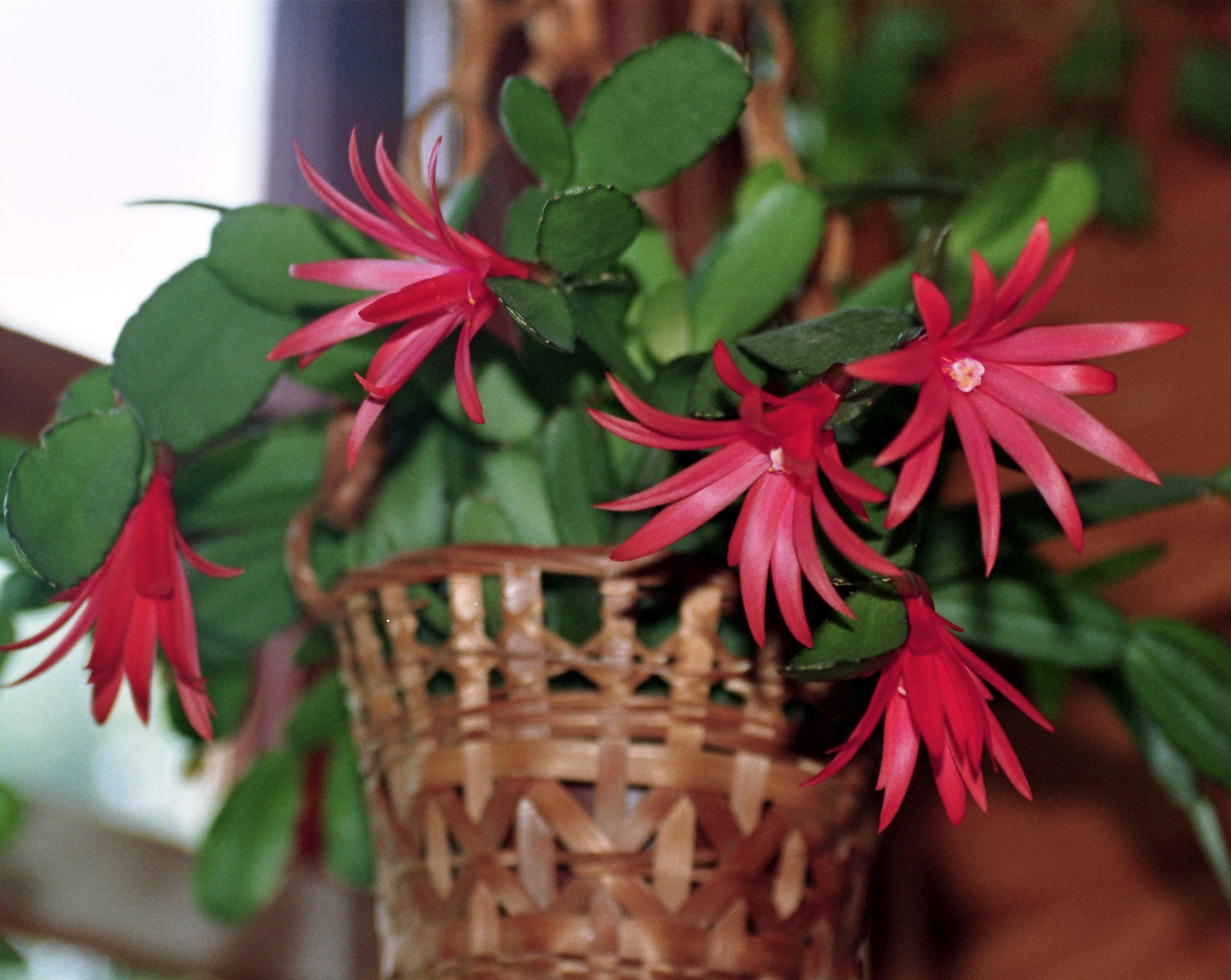
Сорт 'Sagitta'